# 朱祚
朱祚（15世紀—1501年），字天錫，浙江嘉興府海鹽縣人，明朝政治人物。

## 生平
朱祚仰慕司馬光生平，喜歡鼓勵後進，自歲貢生入國子監，成化二十二年（1486年）丙午科浙江鄉試第四十九名舉人，弘治七年（1494年）授尤溪知縣，為政嚴肅，民無變亂，九年（1496年）調靖安知縣，敦厚儒雅而擅長政事，以德育人，不事刑罰，十四年（1501年）在任內去世，門生顧正、徐泰、吳昂等人都為時人推崇，著有《拙齋漫稿》、《雲谷集》、《海鹽縣志》。

## 引用
1. 1 2  光緒《海鹽縣志·卷十五·人物傳》：朱祚，字天錫，神宇沖融，喜奬掖後進，其學本於五經，而獨嗜聚書，縹緗至於萬軸，志慕司馬公平生，可對人言舉動必書以自考，以歲貢入國學，成化丙午舉人，知龍溪【尤溪】縣，調靖安，為政務以德化，不事檟楚，卒於官，及門若顧正、徐泰、吳昂人皆推儒譽也，所著有《拙齋漫稿》、《雲谷集》、《海鹽縣志》。 以上見《圖經》
2. ↑  民國《尤溪縣志·卷五》：明知縣……宋祚【朱祚】 海鹽人，進士，洪治七年任，政尚嚴肅，所至無譁
3. ↑  同治《靖安縣志·卷六·職官志上》：明 知縣……朱祚 海鹽人，宏治九年任，舊志（云）敦厚儒雅，優於政事